# أنطونيو سواريس
أنطونيو سواريس (2 فبراير 1909 بالبرتغال - ) هو لاعب كرة قدم برتغالي في مركز الهجوم. شارك مع منتخب البرتغال لكرة القدم. أما مع النوادي، فقد لعب مع نادي بورتو.

## وصلات خارجية
- أنطونيو سواريس على موقع قاعدة بيانات كرة القدم.إي يو (الإنجليزية)
- أنطونيو سواريس على موقع قاعدة بيانات كرة القدم.إي يو (الإنجليزية)
- أنطونيو سواريس على موقع عالم كرة القدم.نت (الإنجليزية)